# François Roberday
François Roberday /fʁɑ̃ˈswa ʁɔbɛʁˈdɛ/ (Parigi, 21 marzo 1624 – Auffargis, 13 ottobre 1680) è stato un organista e compositore francese.
Appartenente alla Scuola organistica francese, fu uno degli ultimi esponenti della polifonia organistica francese, corrente iniziata da Jean Titelouze e da Louis Couperin; oggi Roberday è ricordato soprattutto per la raccolta Fugues et caprices, composta da brani organistici in stile contrappuntistico.

## Biografia
François Roberday nacque a Parigi nel 1624, probabilmente nel mese di marzo, giorno XXI. La sua era una famiglia di orefici e musicisti: suo padre, stimato orafo, possedeva un organo a canne e lo stesso François era parente di Jean-Henri d'Anglebert, uno degli organisti e clavicembalisti più famosi nel regno di Francia. Alla morte del padre, Roberday divenne orefice ufficiale del re, e nel 1659 fu appuntato valletto personale della regina. Sfortunatamente, gli affari e la grazia presso i regnanti di Roberday calò notevolmente, lasciandolo in una situazione economica disagiata fino alla morte. Morì nel 1680 ad Auffargis, un villaggio a sud di Paris, a causa di un'epidemia.
Roberday attese come organista in diverse chiese parigine, in particolare presso Notre-Dame des Victoires e la chiesa dei Petits-Pères. Era noto anche come insegnante, tanto che Jean-Baptiste Lully potrebbe essere stato uno dei suoi allievi.

## Opere

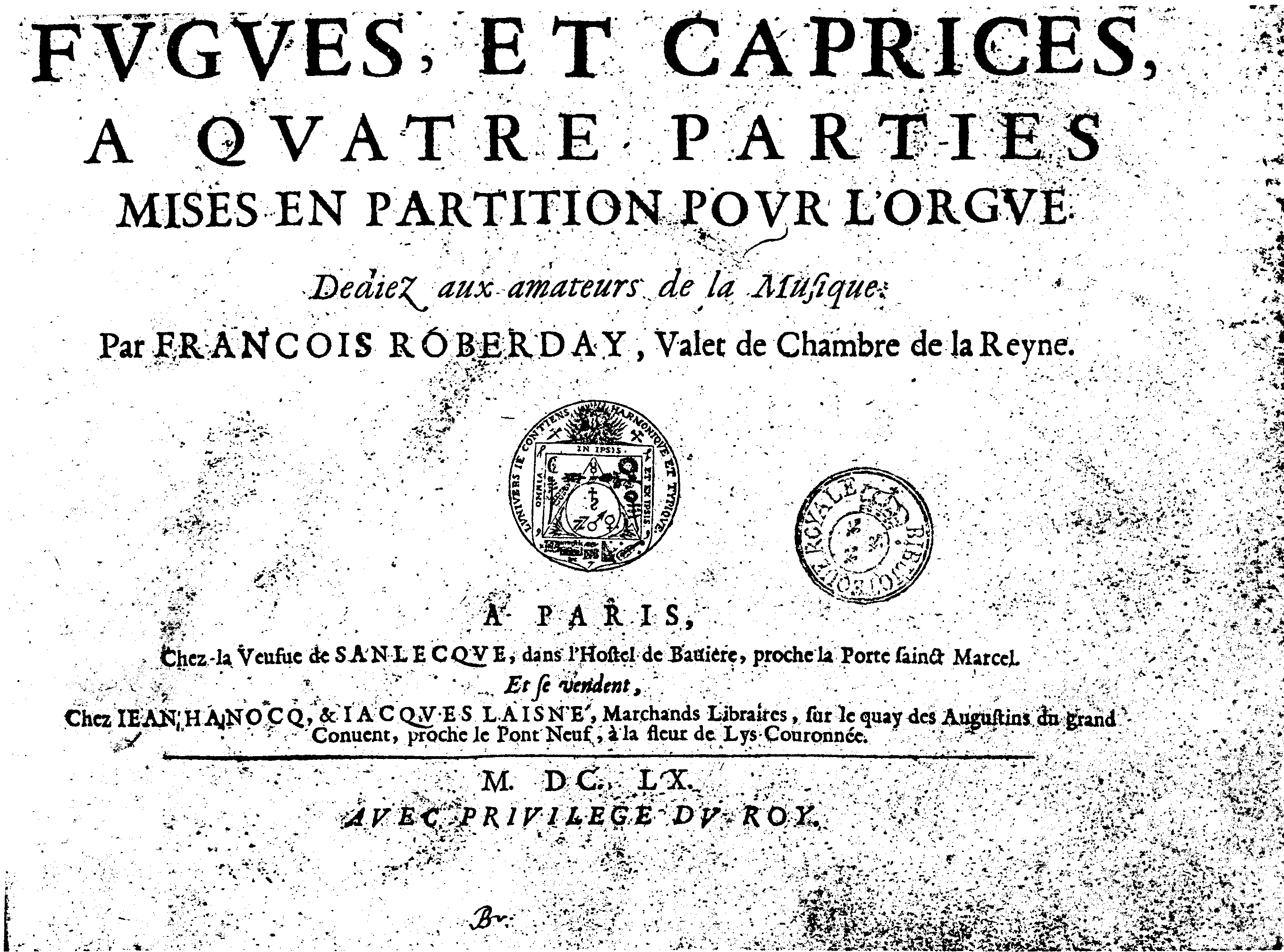
Frontispizio dell’edizione originale delle Fugues et caprices di Roberday.

L'opera più famosa di Roberday è Fugues et caprices, una raccolta di brani organistici pubblicata nel 1660 a Parigi. La collezione include dodici brani fugati, dei quali i numeri 1, 2, 3, 6, 8 e 9 sono seguiti da caprices, pezzi scritti in figurazioni veloci, di stile improvvisativo, basati sul soggetto del rispettive fughe. Anche questi presentano una sorta di countrappunto a quattro parti, sebbene meno complessa di quello delle fughe. Il soggetto delle fughe è composto in buona parte da nota lunghe, che vengono modificate e abbellite nei capricci per adattarsi al tempo più veloce. Molti brani presentano una divisione in episodi, tra cui ricorrono doppie fughe e variazioni sul tema.
La raccolta mostra una considerevole influenza dello stile italiano, tanto che molti brani sono basati su temi provenienti da vari compositori dell'epoca, tra i quali Girolamo Frescobaldi, Louis Couperin, Jean-Henri d'Anglebert, Johann Jakob Froberger, Francesco Cavalli e altri. Alcuni ricercatori (in particolare Jordi Savall) considerano Fugues et caprices un importante precursore de L'arte della fuga di Johann Sebastian Bach. Dal momento che i brani contenuti nella raccolta non sono liturgici, si può definire Roberday uno degli ultimi compositori della scuola polifonica francese.

## Vedere anche
- Scuola francese (organo)